# De mundo
Il De mundo (Περὶ Κόσμου, De mundo nella traduzione latina invalsa come titolo) è un trattato teologico-cosmologico incluso nel Corpus Aristotelicum, oggi unanimemente riconosciuto come spurio.
L'opera influenzò, attraverso la versione latina di Apuleio e gli influssi in Claudio Tolomeo, la cosmologia medievale.

## Struttura
Il De mundo è un breve trattato che si immagina scritto da Aristotele per Alessandro Magno, ma, per ragioni di stile e contenuto, probabilmente risalente al periodo compreso tra 350 e 200 a.C.
Esso tenta di fornire una spiegazione del ruolo di Dio nel preservare e mantenere il cosmo, sostenendo allo stesso tempo la nozione di trascendenza e indipendenza. Questa opinione è decisamente non aristotelica, dato che Aristotele credeva in un motore immobile non trascendente.
Mentre il trattato usa il tipico metodo stabilito da Aristotele, esso, comunque, è permeato da molti elementi del Platonismo, Stoicismo e Neopitagorismo (il che sarebbe indicativo della sua paternità post-aristotelica). 
Accanto alle sue considerazioni teologiche, l'autore discute, però, anche di argomenti cosmologici, geografici - che evidenziano conoscenze successive ad Aristotele - e meteorologici.